# Extracteur (armes à feu)
Pour les articles homonymes, voir Extracteur.

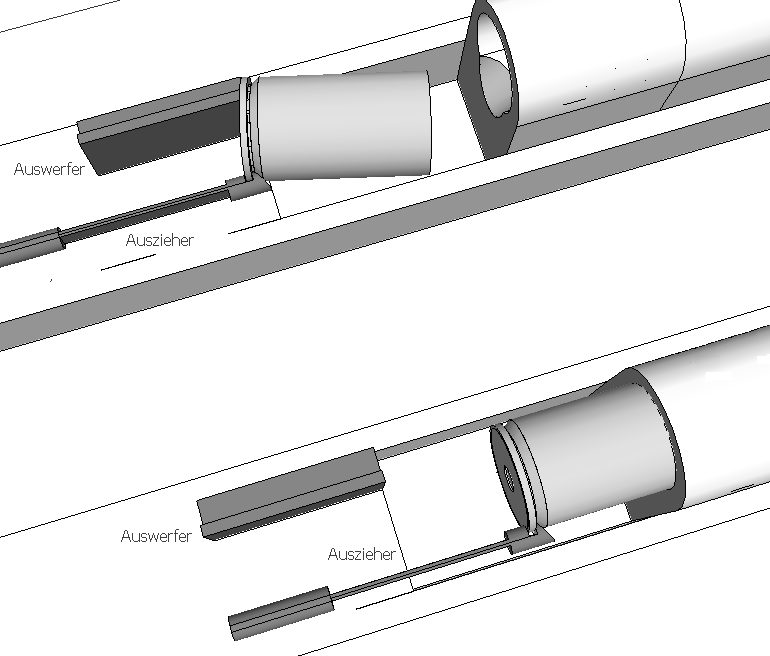
Extracteur (arme à feu)

Dans certaines armes à feu, l'extracteur est une pièce permettant d'extraire la douille de la cartouche après un tir.

## Fonctionnement
Dans un pistolet, un fusil semi-automatique ou un fusil d'assaut, l'extracteur est une griffe permettant d'extraire la douille de cartouche de la chambre après le tir.
La culasse entraîne l'extracteur dans son recul, provoquant soit le recul de la douille (dans ce cas un éjecteur expulse la douille hors de l'arme) soit le mouvement éjecte directement la douille.
Dans un revolver, l'extracteur est la pièce, située au centre du barillet, qui éjecte toutes les douilles après basculement de celui-ci, soit par action sur une tige poussoir, soit par l'action d'un ressort.
Dans certains modèles d'armes, il peut maintenir en place une douille dans une culasse mobile. Dans ce cas, il est solidaire de la culasse.